# Rijks HBS Breda
De Rijks Hogere Burgerschool (RHBS) in Breda bestond van 1867 tot 1968.

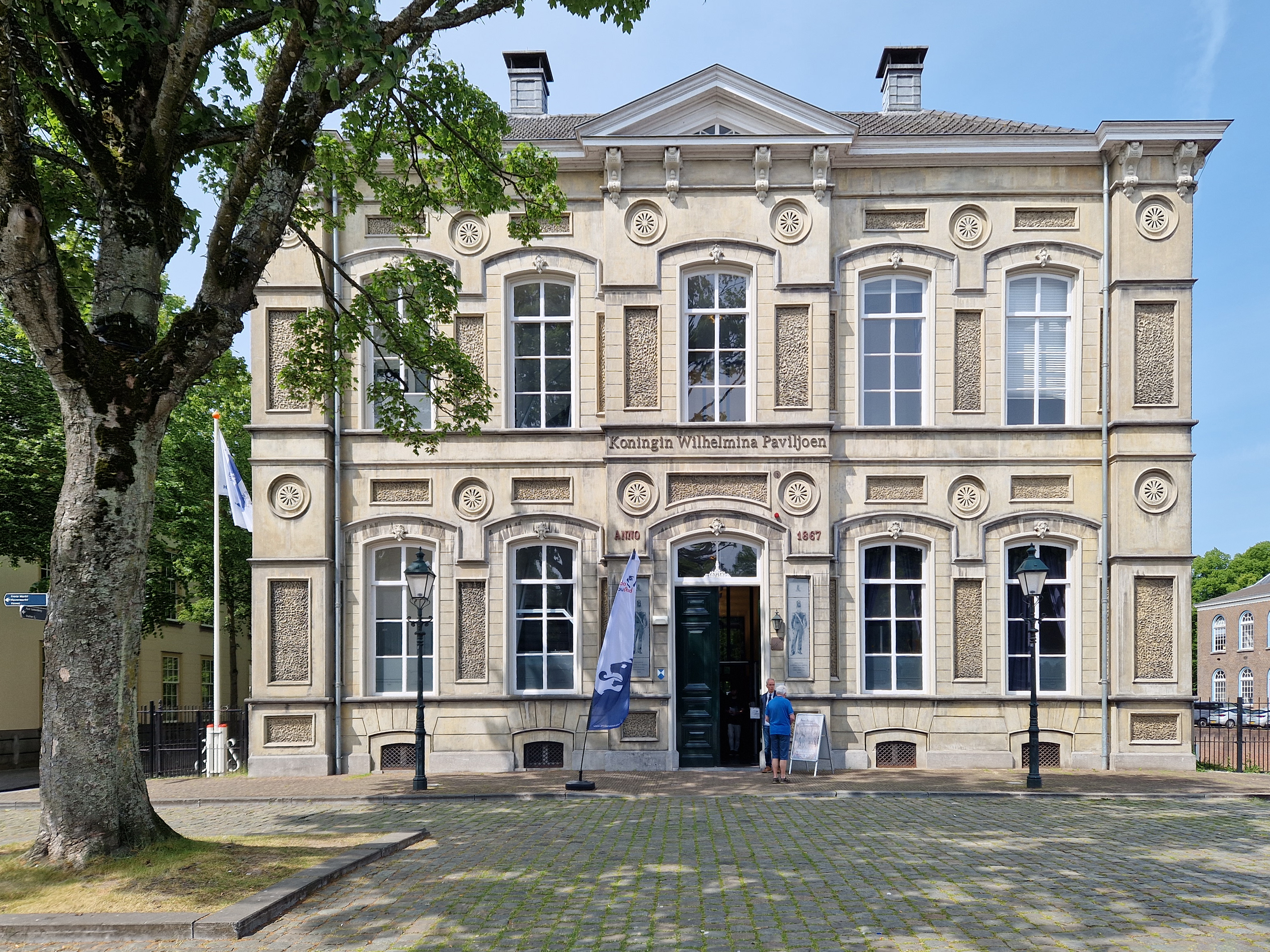
De historische HBS aan het Kasteelplein, thans Koningin Wilhelmina Paviljoen. Het monumentale gebouw werd in 1902 aangekocht door het rijk en gevoegd bij de gebouwen van de Koninklijke Militaire Academie.

De Hogereburgerschool (HBS) werd in Nederland ingevoerd in 1863. In 1864 stichtte het Rijk de eerste Rijks Hogere Burgerscholen. Diverse gemeenten volgden dit voorbeeld.

## Stichting als Gemeentelijke HBS
De eerste Rijks-HBS'en kwamen achtereenvolgens in Groningen, in Roermond en in Tilburg, alle in 1864. De Eerste Gemeentelijke Hogere Burgerschool met vijfjarige cursus kwam in Den Haag in 1865. In Breda werd dit voorbeeld nagevolgd in 1866, waartoe door de gemeente een nieuw gebouw werd aanbesteed op het Kasteelplein. Op 1 september 1867 werd dit voor zijn tijd vooruitstrevende schoolgebouw als Gemeentelijke HBS in gebruik genomen. Het was gebouwd in de trant van een blokvormig herenhuis in eclectische stijl. Het is een van de belangrijkste werken van stadsarchitect A.J.F. Cuypers.
Wegens ruimtegebrek moest de HBS in 1902 verhuizen naar een andere vestiging in Breda, naar de Nassaustraat 31, aangrenzend gelegen aan het perceel van het Stedelijk Gymnasium Breda aan de Nassausingel.

## Geschiedenis als Rijks HBS
- Met ingang van 1 september 1917 werd de school  overgenomen door het Rijk en  omgezet in een RHBS. Vele decennia lang stond 'het Rijks' op deze vertrouwde plek en was zij een begrip in Breda.  In januari 1944 werd het schoolgebouw door de Duitse militairen gevorderd en werd het onderwijs voor enige maanden op de Nutsschool en de huishoudschool gegeven. Ook nadat Breda op 23 oktober 1944 was bevrijd, moest nog enige tijd gebruik worden gemaakt van andere lokaliteiten in de stad. Het eigen schoolgebouw kon in juni 1945 weer betrokken worden.[3]
- Met ingang van het schooljaar 1937-'38 werd een afdeling A aan de school verbonden.[4]
- Met ingang van het cursusjaar 1950-'51 werd de RHBS uitgebreid met een middelbare meisjesschool.
- Vanaf 1 september 1965 nam de school aan het h.a.v.o.-experiment deel.[5]

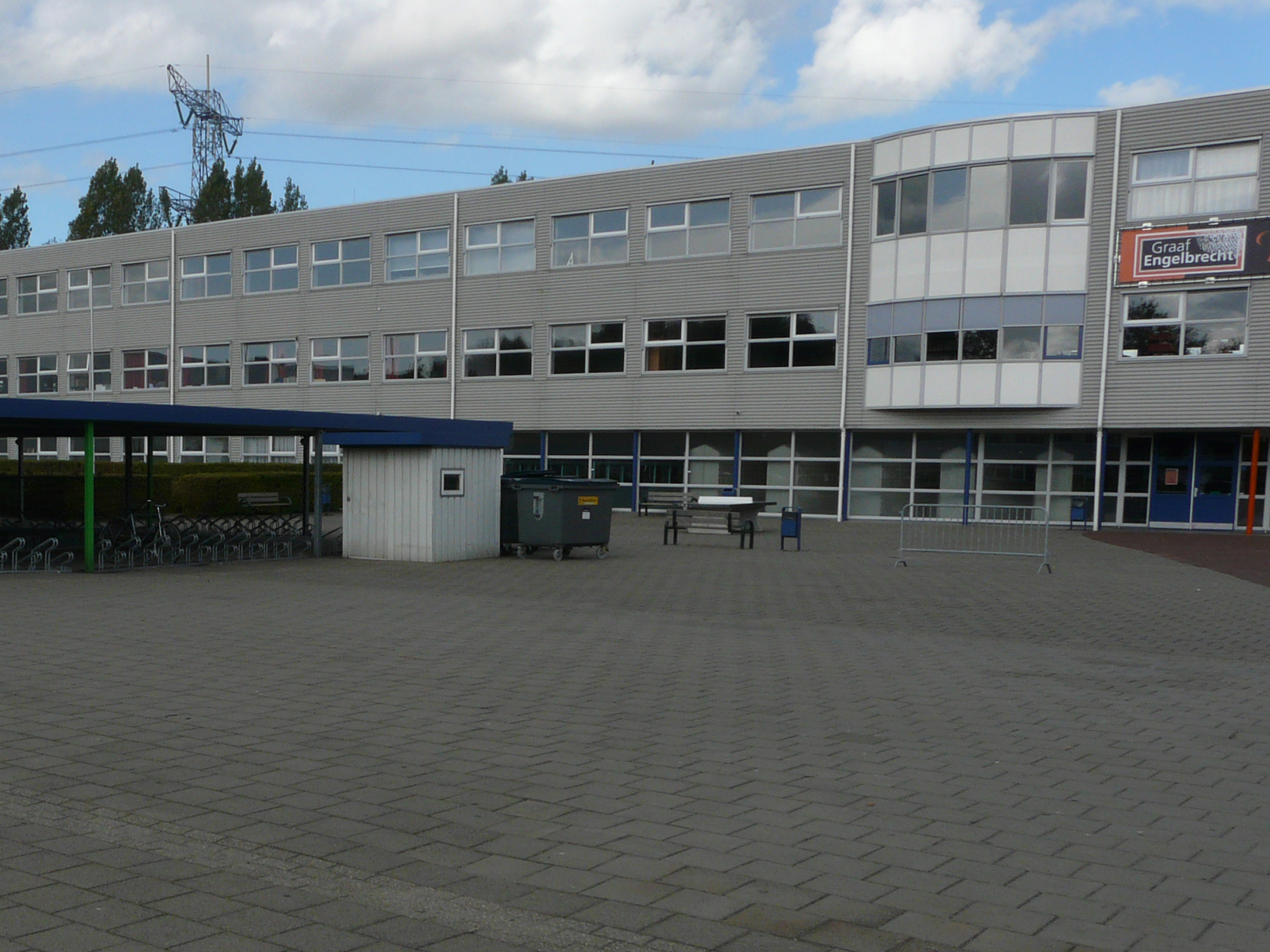
Openbare Scholengemeenschap 'Graaf Engelbrecht'

## Voortzetting als RSG/OSG
- Bij de invoering van de Mammoetwet in 1968 werd de school, die juist haar eeuwfeest had mogen vieren,  omgezet in de Rijksscholengemeenschap (RSG) 'Graaf Engelbrecht' (per 1 augustus 1968).
- In 1991 werd de RSG aan de gemeente overgedragen. Wegens de veranderde omstandigheden in het voortgezet onderwijs en de verdere stadsontwikkeling in Breda ging zij op in de OSG Graaf Engelbrecht, een nieuwe Bredase openbare scholengemeenschap voor atheneum, havo en mavo, thans gevestigd in de grote uitbreidingswijk Haagse Beemden (in de buurt Paradijs).
- Het terrein aan de Nassaustraat is gedeeltelijk bij dat van de voormalige achterbuurman, het Stedelijk Gymnasium, getrokken.
- Het ROC West-Brabant vormt nu het bestuur van zowel Graaf Engelbrecht als van het Stedelijk Gymnasium.

## Muurplastiek
De entree van de voormalige RHBS / RSG aan de Nassaustraat werd sinds 1959 omkraagd door een grote, kleurige, Cobra-achtige muurplastiek van Hugo Brouwer uit Nuenen. De school lag wat terug van de straat, met een apart voorplein, waardoor het karakteristieke, mozaïekachtige kunstwerk vanaf de straat in zijn geheel goed was te zien. Dat is thans niet meer het geval, omdat het voorplein na het vertrek van de RSG door de gemeente is verkocht aan een projectontwikkelaar, die er appartementen op heeft gebouwd. De vrees bestond dat de waardevolle gevel van de oude RSG bij de uitbreiding en nieuwbouw van het Stedelijk Gymnasium zou worden gesloopt. Dankzij protesten vanuit de burgerij is de plastiek echter behouden kunnen blijven.. Hij is in 2016 opnieuw opgebouwd op het schoolplein van de Graaf Engelbrecht.

## Bekende leraren
In de jaren zestig genoten de leraar Engels (John O'Mill) (als humoristisch dichter) en de leraar Nederlands Th. Govaart (als literair criticus en publicist) landelijke bekendheid.
De leraar gymnastiek, Peter M. van Dorst, was jarenlang voorzitter van de NeVoBo en (van 1980 tot 1987) van de Nederlandse Sport Federatie (NSF).

## Noot
1. ↑  RHC Groninger Archieven
2. ↑  Deze stadsarchitect, ook de ontwerper van het Post- en Telegraafkantoor te Maastricht (hoek Vrijthof/Helmstraat), was gedurende bijna heel zijn leven bezig met het herstel van de toren van de Grote Kerk. Tussen 1833 en 1880 was hij verantwoordelijk voor de restauratie daarvan. (Vergelijk .) Ook het eerste grote riool van Breda, dat nog steeds functioneert, werd onder zijn leiding gerealiseerd, vergelijk .
3. ↑  Bron: BHIC  (Brabants Historisch Informatie Centrum)
4. ↑  In 1917 werd landelijk de 5-jarige hbs als voorbereidingsschool voor de exacte universitaire richtingen officieel erkend. In 1924 werden de bestaande HBS-en omgedoopt in HBS-B met een sterke wis- en natuurkundige component, en werd als opvolger van de Handelsschool de literair-economische HBS-A ingevoerd, waar de nadruk op economische vakken en moderne talen lag. De splitsing vond plaats na het derde jaar. In 1937 verwierf ook de HBS-A studierechten voor de universiteit.
5. ↑  Hoewel de Mammoetwet pas voor het schooljaar 1968-'69 van kracht werd, bestonden er vanaf 1963 'experimenteerscholen' voor het h.a.v.o. en het atheneum. Zij werden bij KB ingesteld.
6. ↑  Foto van een HAVO-eindexamenklas uit 1982, met op de achtergrond de muurplastiek,
7. ↑  Foto van muurplastiek bij Graaf Engelbrecht
8. ↑  Zie Biografieën, werken en teksten bij de Digitale Bibliotheek voor de Nederlandse Letteren (dbnl)